# José Luís Araújo Lira
José Luís Araújo Lira (Guaraciaba do Norte, 17 de dezembro de 1973), é um hagiólogo, professor universitário e escritor brasileiro.

## Biografia
Como escritor é autor de 17 livros, dentre eles "A Caminho da Santidade", obra que aborda os brasileiros que estão em processo de canonização pela Igreja Católica.
Fundou a Academia Brasileira de Hagiologia em 08/12/2004 e como hagiólogo fez parte da equipe que reconstruiu as faces de Maria Madalena, Santa Paulina, Vicente de Paulo e São Valentim. Também foi responsável pela reconstrução facial de D. Pedro I.

## Obras
- O poeta do Ceará: Artur Eduardo Benevides: ensaio biográfico,[16]